# 平島久弥
平島 久弥（ひらしま ひさや、1979年2月20日 - ）は、日本のタレント。ピラティス・ヨガインストラクター。

## 来歴
BASI ピラティスにて受講中に、講師として働いてほしいと要請があり、30歳の時に入社。インストラクターとして就業。
その後、更なるピラティスの追求のため、単身で各国をまわる。ブレット・ハワード、キャシー・コリーなどを日本へ講師として招致。ワークショップを開催。
妹はタレントの初音ひさみ、祖父は上原酒造、（株）鶴亀代表の上原敏嗣。（越後鶴亀Echigotsurukame）

## 書籍
いつでもピラティス（2004年10月20日、三栄書房）監修：平島久弥　ISBN 978-4-7796-3314-0